# 阿尔贝拉茨-锡莱格
阿尔贝拉茨-锡莱格（法語：Arbérats-Sillègue，法語發音：[aʁbeʁats silɛɡ]）是法国大西洋比利牛斯省的一个市镇，位于该省中部，属于巴约讷区。该市镇于1841年由原市镇阿尔贝拉茨（Arbérats）和锡莱格（Sillègue）合并而成。

## 地理
阿尔贝拉茨-锡莱格（43°20'29"N, 0°59'45"W）面积5.29 平方千米，位于法国新阿基坦大区大西洋比利牛斯省，该省份为法国东南部省份，涵盖了贝阿恩与北巴斯克，西临大西洋比斯開灣，北至朗德省，东北接热尔省，东临上比利牛斯省，南与西班牙接壤。
与阿尔贝拉茨-锡莱格接壤的市镇（或旧市镇、城区）包括：阿伊西里茨-卡穆-叙阿斯特、阿尔布埃特-叙索特、贝阿斯克-拉皮斯特、多姆赞-贝罗特。
阿尔贝拉茨-锡莱格的时区为UTC+01:00、UTC+02:00（夏令时）。

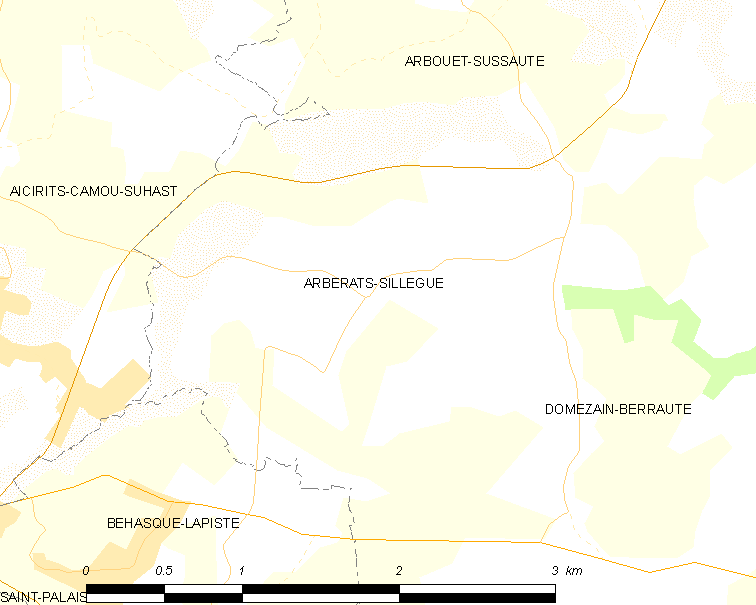
阿尔贝拉茨-锡莱格的OSM定位图

## 行政
阿尔贝拉茨-锡莱格的邮政编码为64120，INSEE市镇编码为64034。

## 政治
阿尔贝拉茨-锡莱格所属的省级选区为比达什地区-阿米库塞-奥斯蒂巴尔县。

## 人口

1962-2008年间阿尔贝拉茨-锡莱格人口变化图示

阿尔贝拉茨-锡莱格于2022年1月1日时的人口数量为328人。